# 丸松物産
丸松物産株式会社（まるまつぶっさん、Marumatsu Bussan.Co. Ltd.）は、東京都世田谷区に本社を置く、業務用食品に関する輸入・輸出・製造・販売を手掛ける食品メーカーである。
また、メンマの名付け親の会社として知られており、メンマをはじめとした中華料理、洋食、和食に使用される原材料の仕入・販売する食品総合商社として、またそれらを原料に製造、販売する加工食品メーカーとしての機能を持った企業である。

## 概要
ラーメンの代表的な具材で知られるメンマの名称は、丸松物産の創業者で松村秋水が名付けたとされている。松村秋水は台湾出身で、2007年5月12日に心不全のため死去した。87歳没。会社は長男の松村金栄が継いでいる。

## 事業所
- 国内工場
  - 山形工場（山形県上山市新北浦）

- 国内営業所
  - 東北営業所
  - 東京営業所
  - 関西営業所
  - 九州営業所
  - 北海道出張所